# Церби (Варезе)
Церби је насеље у Италији у округу Варезе, региону Ломбардија.
Према процени из 2011. у насељу је живело 102 становника. Насеље се налази на надморској висини од 350 м.